# Liste de fabricants d'instruments de musique
 (mai 2019).
 (mars 2024).
Si vous disposez d'ouvrages ou d'articles de référence ou si vous connaissez des sites web de qualité traitant du thème abordé ici, merci de compléter l'article en donnant les références utiles à sa vérifiabilité et en les liant à la section « Notes et références ».
Cet article présente une liste de fabricants d'instruments de musique.

## Batterie et percussions

### Éléments de batterie et de percussions
| Fabricant                     | Élément Baguettes, balais, rods, mailloches, caisse claire, grosse caisse, toms, pied de charleston, cymbales... |
| ----------------------------- | --- |
| Aquarian                      | peaux |
| Asba                          | batterie, caisse claire, hardware                                                                                |
| Brady                         | caisse claire |
| Drum Workshop                 | batterie, caisse claire, hardware, peaux                                                                         |
| Carbostick                    | baguettes |
| Evans                         | peaux |
| Gretsch                       | batterie, caisse claire, hardware                                                                                |
| Ludwig                        | batterie, caisse claire, hardware                                                                                |
| Mapex                         | batterie, caisse claire, hardware                                                                                |
| Meinl                         | cymbales, cloches                                                                                                |
| Paiste                        | cymbales |
| Pdp (en)                      | batterie, caisse claire, hardware                                                                                |
| Pearl                         | batterie, caisse claire, hardware                                                                                |
| PGM Couesnon                  | percussion, tambour en fibre de verre, étui                                                                      |
| Premier                       | batterie, caisse claire, hardware                                                                                |
| Pro-Mark                      | baguettes, Balais & Rods                                                                                         |
| Remo                          | batteries, peaux, percussions                                                                                    |
| Sabian                        | cymbales |
| Schlagwerk                    | percussions |
| Slingerland Drum Company (en) | batterie, caisse claire, hardware                                                                                |
| Sonor                         | batterie, caisse claire, hardware                                                                                |
| Stagg                         | batterie, caisse claire, hardware                                                                                |
| Tama                          | batterie, caisse claire, hardware, baguettes                                                                     |
| Vader                         | baguettes, Balais & Rods, Mailloches                                                                             |
| Vic Firth                     | baguettes, Balais & Rods, Mailloches                                                                             |
| Yamaha                        | batterie, caisse claire, hardware, Mailloches                                                                    |
| Zildjian                      | cymbales, baguettes                                                                                              |

### Batteries électroniques
- Roland
- Yamaha
- Alesis
- Millenium
- Pearl
- ATV
- DDrum
- Hamaril
- Efnote
- Gewa

### Steel Tongue Drum
- Meinl
- Hapi
- Metal Sounds
- Beat Root
- Pearl

## Instruments à vent

### Bois

#### Bassons
- Amati-Denak
- Buffet Crampon
- Ducasse
- Fox
- Heckel (en)
- Hüller
- Lesher Woodwind Company (arreté en 1967)
- Mönnig
- Moosmann
- Püchner
- Schreiber (Buffet Crampon Allemagne)
- Henri Selmer Paris
- Yamaha

#### Clarinettes
| Nom                                     | Pays               |
| --------------------------------------- | ------------------ |
| Buffet Crampon                          | France             |
| Henri Selmer Paris                      | France             |
| Noblet (arrêté en 2004)                 | France             |
| Georges Leblanc Paris (arrêté en 2004)  | France             |
| Couesnon (arrêté en 1979)               | France             |
| Robert Malerne et Cie (arrêté en 1975)  | France             |
| SML Marigaux (arrêté en 2001)           | France             |
| Leblanc USA (Conn-Selmer)               | États-Unis         |
| Vito (Conn-Selmer)                      | États-Unis         |
| Chadash Clarinet                        | États-Unis         |
| Martin Freres Company                   | États-Unis         |
| Ridenour Clarinet Products              | États-Unis         |
| Yamaha                                  | Japon              |
| Herbert Wurlitzer                       | Allemagne          |
| W. Schreiber (Buffet Crampom Allemagne) | Allemagne          |
| Schwenk & Seggelke                      | Allemagne          |
| Leitner & Kraus                         | Allemagne          |
| F. Arthur Uebel                         | Allemagne          |
| Johanna Kronthaler                      | Allemagne          |
| Harald Hüying                           | Allemagne          |
| Wolfgang Dietz                          | Allemagne          |
| Oscar Adler & Co (Gebr. Mönnig)         | Allemagne          |
| Benedikt Eppelsheim Blasinstrumente     | Allemagne          |
| Gerold-Klarinetten                      | Autriche           |
| Amati-Denak                             | Tchéquie           |
| Stephen Fox                             | Canada             |
| Backun Musical Services                 | Canada             |
| Luis Rossi                              | Chili              |
| Amati                                   | République tchèque |
| Fratelli Patricola                      | Italie             |
| Romeo Orsi                              | Italie             |
| L. A. Ripamonti                         | Italie             |
| Stagg                                   | Belgique           |
| Jupiter (KHS Taiwan)                    | Taïwan             |

Marques qui font appel à des entreprises en OEM :
- Alysée ; Ashton ; Boosey ; Collins ; Eagletone ; Elkhart ; Hawkes ; Herald ; Jean Martin ; Paul Beuscher ; Roy Benson ; SML.

#### Hautbois(baroques, classiques et modernes)
| Nom                | Pays       |
| ------------------ | ---------- |
| Buffet-Crampon     | France     |
| Bulgheroni         | Italie     |
| Cabart             | France     |
| Covey              | États-Unis |
| Marc Écochard      | France     |
| Fossati            | France     |
| Fox                | États-Unis |
| Frank              |            |
| Howarth            | Angleterre |
| Musik Josef        | Japon      |
| F. Lorée           | France     |
| Marigaux, Strasser | France     |
| Mönnig             | Allemagne  |
| Patricola          | Italie     |
| Püchner            | Tchéquie   |
| Rigoutat           | France     |
| Yamaha             | Japon      |

#### Flûtes traversières
| Nom              | Pays                  |
| ---------------- | --------------------- |
| Aihara           | Japon                 |
| Akiyama          | Japon                 |
| Altus            | Japon                 |
| Burkart-Phelan   | États-Unis            |
| Brannen Brothers | États-Unis            |
| Haynes           | États-Unis            |
| Mateki           | Japon                 |
| Miyazawa         | Japon                 |
| Muramatsu        | Japon                 |
| Parmenon         | France                |
| Pearl            | Japon                 |
| Verne Q. Powell  | États-Unis            |
| Roosen           | France                |
| Trevor James     | Royaume-Uni           |
| Yamaha           | Japon                 |
| Sankyo           | Japon                 |
| Kotato           | Japon                 |
| Di Zhao          | États-Unis            |
| Lopatin          | États-Unis            |
| Lunn             | États-Unis            |
| Kingma           | Pays-Bas              |
| Hammig           | Allemagne/ États-Unis |
| Eloy             | Pays-Bas              |
| Braun            | Allemagne             |
| Arista, Emmanuel | États-Unis            |
| Arista, Miguel   | États-Unis            |
| Abell            | États-Unis            |

#### Saxophones
- Barrington
- Beaugnier
- Benedikt Eppelsheim Blasinstrumente
- Blanchard
- Buescher Band Instrument Company
- Buffet Crampon
- Couesnon
- Dolnet
- Jupiter (en)
- Julius Keilwerth (Buffet Crampon Allemagne)
- Georges Leblanc Paris
- Leblanc USA / VITO
- Pierret
- Pro Sound
- Rampone & Cazzani
- Selmer
- SML Marigaux
- Vito (en)
- Weltklang
- Yamaha
- Yanagisawa
- Lien Cheng
- Amati
- Borgani
- Lupifaro
- B&S
- Taishan

#### Anches
- D'Addario Woodwinds / Rico
- Glotin
- Marca
- Neuranter Paris
- Rigotti
- Vandoren

### Cuivres
- PGM Couesnon
- Vincent Bach
- Yamaha
- Romeo Orsi

## Guitares
| Fabricant               | Élément guitares, amplis, effets, cordes... |
| ----------------------- | ------------------------------------------- |
| Fender                  | Guitare, Amplis, Basse                      |
| Ibanez                  | Guitare, Effets, Basse                      |
| Marshall                | Amplis                                      |
| Yamaha                  | Guitare, Basse                              |
| Epiphone                | Guitare, Amplis                             |
| Cort                    | Guitare, Basse                              |
| Benrod Electro          | Effets, Amplis                              |
| Gibson                  | Guitare, Amplis                             |
| Boss                    | Effets, Amplis                              |
| Peavey                  | Amplis, Basse                               |
| Lâg                     | Guitare                                     |
| Paul Reed Smith         | Guitare                                     |
| Squier                  | Guitare, Basse                              |
| Jackson                 | Guitare                                     |
| Hughes & Kettner        | Amplis                                      |
| Zoom                    | Effets                                      |
| Godin                   | Guitare                                     |
| Digitech                | Effets                                      |
| Line 6                  | Amplis, Effets                              |
| Vox                     | Amplis, Effets                              |
| Laney                   | Amplis                                      |
| Randall Amplifiers (en) | Amplis                                      |
| Aria Pro II             | Guitare                                     |
| Roland                  | Amplis                                      |
| ESP                     | Guitare                                     |
| Takamine                | Guitare                                     |
| ENGL                    | Amplis                                      |
| Mesa Boogie             | Amplis                                      |
| Washburn                | Guitare                                     |
| Stagg                   | Guitare                                     |
| Electro-Harmonix        | Effets                                      |
| Behringer               | Amplis, Effets, Guitare                     |
| Vantage                 | Guitare                                     |
| Korg                    | Effets                                      |
| Art & lutherie          | Guitare                                     |
| BC Rich                 | Guitare                                     |
| Guitares Vigier         | Guitare                                     |
| Taylor Guitars          | Guitare                                     |
| C.F. Martin & Company   | Guitare                                     |
| Flaxwood                | Guitare                                     |

## Pianos
- Blüthner
- Casio
- Eduard Seiler
- Irmler
- Kawai
- Pleyel
- Sauter
- Schimmel
- Seiler
- Steinway & Sons
- Yamaha
- Young Chang
- Korg